# Världsbibliotekets lista över de 50 bästa barnböckerna
Världsbibliotekets lista över de 50 bästa barnböckerna är en sammanställning av hundratals svenska experter, från bland andra Svenska Akademien och Svenska Deckarakademin, bibliotekarier, litteraturvetare, författare, bokhandlare, med flera. Den gjordes i samband med Världsbiblioteket, och har flera gånger publicerats i bland annat Tidningen Boken.

## De 50 bästa barnböckerna[1]
- A.A. Milne - Nalle Puh (även Världsbiblioteket)
- Aidan Chambers - Dansa på min grav
- Alexandre Dumas d.ä. - De tre musketörerna
- Alexandre Dumas d.ä. - Greven av Monte Cristo
- Antoine de Saint-Exupéry - Lille prinsen
- Astrid Lindgren - Bröderna Lejonhjärta
- Astrid Lindgren - Emil i Lönneberga
- Astrid Lindgren - Mio min Mio (även Världsbiblioteket)
- Astrid Lindgren - Pippi Långstrump (även Världsbiblioteket)
- Astrid Lindgren - Ronja rövardotter
- Barbro Lindgren - Loranga, Masarin och Dartanjang
- Bröderna Grimm - Sagor
- C.S. Lewis - Sagan om Narnia
- Charles Dickens - Oliver Twist
- Christina Björk / Lena Anderson - Linnéa i målarens trädgård
- Daniel Defoe - Robinson Crusoe
- Egon Mathiesen - Misse med de blå ögonen
- Elsa Beskow - Bilderböckerna
- Enid Blyton - Fem-böckerna
- Erich Kästner - Emil och detektiverna
- Erik Linklater - Det blåser på månen (även Världsbiblioteket)
- Gunilla Bergström - Alfons Åberg
- Gösta Knutsson - Pelle Svanslös
- H. C. Andersen - Sagor
- Ivar Arosenius - Kattresan
- James Fenimore Cooper - Den siste mohikanen
- Jean de Brunhoff - Babar
- Jonathan Swift - Gullivers resor
- Jules Verne - En världsomsegling under havet (även Världsbiblioteket)
- Kenneth Grahame - Det susar i säven (även Världsbiblioteket)
- L.M. Montgomery - Anne på Grönkulla
- Lennart Hellsing - Bananbok
- Lewis Carroll - Alice i Underlandet (även på Världsbibliotekets lista över de 100 bästa böckerna)
- Lisa Tetzner - Sotarpojken
- Margaret Rey - Pricken
- Maria Gripe - Hugo och Josefin
- Mark Twain - Huckleberry Finns äventyr (även Världsbiblioteket)
- Mark Twain - Tom Sawyers äventyr
- Maurice Sendak - Till vildingarnas land
- Michael Ende - Momo - eller kampen om tiden
- Michelle Magorian - Godnatt, mister Tom
- Ole Lund Kirkegaard - Gummi-Tarzan
- Richmal Crompton - Bill-böckerna
- Roald Dahl - Kalle och chokladfabriken
- Roald Dahl - SVJ
- Robert Louis Stevenson - Skattkammarön
- Rudyard Kipling - Djungelboken
- Selma Lagerlöf - Nils Holgerssons underbara resa genom Sverige
- Sven Nordqvist - Pettson-böckerna
- Tove Jansson - Mumintrollen